# Perdita nasuta
Perdita nasuta är en biart som beskrevs av Timberlake 1962. Perdita nasuta ingår i släktet Perdita och familjen grävbin. Inga underarter finns listade i Catalogue of Life.